# Peg Entwistle
Millicent Lilian "Peg" Entwistle, född 5 februari 1908 i Port Talbot, Wales, död 16 september 1932 i Hollywood i Los Angeles, var en brittisk skådespelare. Hon började sin scenkarriär 1925 och uppträdde i många Broadway-produktioner. Hon medverkade endast i en film, Thirteen Women(en), som hade premiär först efter hennes död.
Entwistle blev uppmärksammad genom att hon 24 år gammal tog sitt liv genom att hoppa från toppen på "H":et i Hollywoodskylten i Hollywood Hills i Los Angeles. Hon har i flera sammanhang kommit att kallas "The Hollywood Sign Girl".

## Biografi

### Tidiga år
Entwistle föddes i Port Talbot i Glamorgan i Wales. Hennes föräldrar, skådespelaren Robert Symes Entwistle och Emily Entwistle, född Stevenson, var engelsmän och hon tillbringade sina första år i West Kensington i London. Föräldrarna skilde sig emellertid tidigt och hon och hennes far emigrerade i början av 1910-talet till New York, där han fick flera teaterroller med början 1913.
Robert Entwistle gifte om sig och fick två söner. Hans nya hustru dog 1921 och själv omkom han i en bilolycka 1922, varvid den då 14-åriga Peg och hennes två halvbröder togs om hand av en farbror och hans fru. Fastern hade varit skådespelare och farbrodern arbetat inom teatervärlden, bland annat som manager för Broadway-skådespelaren Walter Hampden, men pensionerade sig för att fullt ut kunna ta hand om sina fosterbarn.

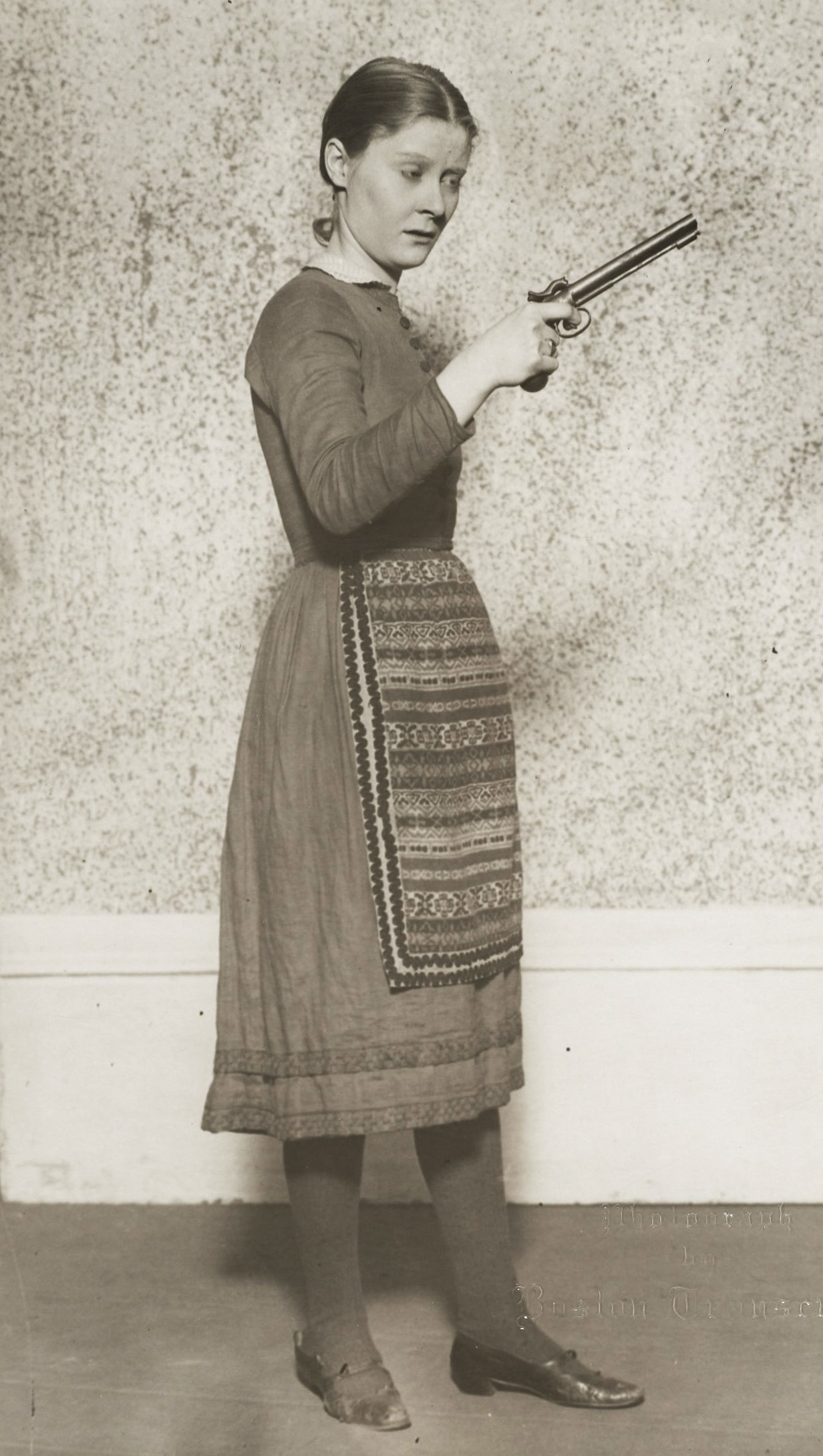
Peg Entwistle 1925, i rollen som Hedvig i en scen för Ibsens Vildanden.

År 1925 vistades Peg Entwistle i Boston, Massachusetts, och gick skådespelarutbildning vid Henry Jewett's Repertory, och blev en i teatergruppen Henry Jewett Players(en) som blev riksbekant. Peg Entwistle spelade bland annat i Hamlet och Henrik Ibsen's Vildanden.

### Broadway
År 1926 rekryterades Entwistle till Theatre Guild(en) i New York och inledde sin Broadway-karriär med att spela Martha i The Man from Toronto. Mellan 1926 och 1932 uppträdde hon i tio Broadway-pjäser tillsammans med kända skådespelare som George M. Cohan, William Gillette, Robert Cummings, Dorothy Gish, Hugh Sinclair, Henry Travers och Laurette Taylor. I pjäsen Tommy (1927) spelade hon med Sidney Toler. Pjäsen blev en stor succé med 232 föreställningar, och är den pjäs som Entwistle är mest känd för.
I april 1927 gifte hon sig med skådespelaren Robert Keith. De skilde sig och deras skilsmässa godkändes i maj 1929. Hon anklagade Keith för grymhet och för att ha underlåtit att berätta om ett tidigare äktenskap i vilket han hade sonen Brian Keith.

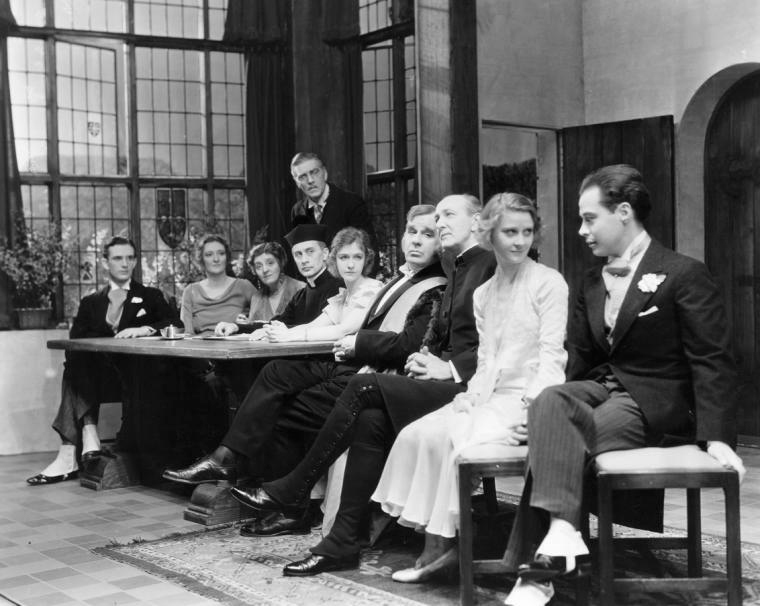
Ensemblen till Shaws Getting Married (Att gifta sig), producerad 1931 av Theatre Guild i New York, med Entwistle tvåa från höger.

Tidigt år 1932 gjorde hon sin sista Broadway-pjäs med J.M. Barries Alice Sit-by-the-Fire. I pjäsen medverkade även Laurette Taylor, vars alkoholism orsakade att två föreställningar ställdes in och senare att uppsättningen lades ned. Skådespelarna fick endast en veckas lön och inte den andel av intäkterna som de hade utlovats före premiären.
I maj 1932, när den stora depressionen pågick som värst, fick Entwistle en roll i pjäsen The Mad Hopes av Romney Brent, där hon spelade med bland andra Billie Burke. Pjäsen spelades från den 23 maj till den 4 juni och fick positiva recensioner.

### Hollywood
Efter detta fick hon sin första och enda filmroll i Thirteen Women, med bland andra Myrna Loy och Irene Dunne. Filmen spelades in innan Hays produktionskod började tillämpas, och den producerades av David O. Selznick. Den baserades på romanen med samma namn av Tiffany Thayer. Filmen hade premiär den 14 oktober 1932, en månad efter Entwistles död. Filmen blev dock ingen framgång, vare sig ekonomiskt eller bland kritiker.

### Död
Den 18 september 1932 upptäckte en kvinna som fotvandrade i omgivningarna kring Hollywoodskylten en damsko, en handväska och en jacka. Hon öppnade handväskan och hittade ett självmordsbrev, och upptäckte därefter en död kropp nedanför berget. Först efter att Entwistles farbror hade tillkallats kunde kroppen identifieras, bland annat med stöd av initialerna "P.E.". Kombinerat med andra uppgifter bedömdes att dödsfallet hade skett två dagar tidigare, och att Entwistle hade tagit sig upp på H:et i Hollywoodskylten på en arbetsstege och hoppat.
Hennes självmordsbrev publicerades i pressen, och löd:
| ” | I am afraid, I am a coward. I am sorry for everything. If I had done this a long time ago, it would have saved a lot of pain. P.E. | „ |

Entwistles död fick stor och sensationsartad publicitet. Hennes kropp kremerades och askan sändes senare till Glendale i Ohio, där den placerades den 5 januari 1933 i anslutning till hennes fars grav i Oak Hill Cemetary.
År 2014 uppmärksammades Entwistles död genom att omkring 100 personer samlades på en parkeringsplats vid Beachwood Market i Hollywood och på en bioduk utomhus tittade på Thirteen Women. Intäkter från försäljning av mat och lotter vid sammankomsten donerades i Entwistles namn till American Foundation for Suicide Prevention.

## I populärkulturen
Låten "Lust for Life" av Lana Del Rey anspelar på Entwistles självmord. Den innehåller strofer som "climb up the H of the Hollywood Sign," och i låtens musikvideo kan man se Del Rey och The Weeknd dansa på toppen av "H:et" i Hollywoodskylten.
Handlingen i Ryan Murphys miniserie Hollywood (2020) kretsar kring en fiktiv produktion av en film med titeln Meg, som i fiktionen började som ett manus Peg baserat på Entwistles skådespelarkarriär och självmord.
Låten "Gardenias" av Protest the Hero hänvisar till Entwistles självmord som en symbol för kampen för och svårigheterna att nå framgång i Hollywood. Texten innehåller en massiv allitteration på bokstaven "H" och innehåller åtskilliga anspelningar till Entwistles död, bland annat höjden på Hollywood-skylten och upptäckten av hennes kvarlevor av en fotvandrare. Låten är med på albumet Palimpsest, som släpptes den 18 juni 2020.